# بادکنک‌ماهی خال‌سفید
بادکنک‌ماهی خال‌سفید (نام علمی: Arothron hispidus) نام یک گونه از تیره بادکنک‌ماهیان است.

## نگارخانه

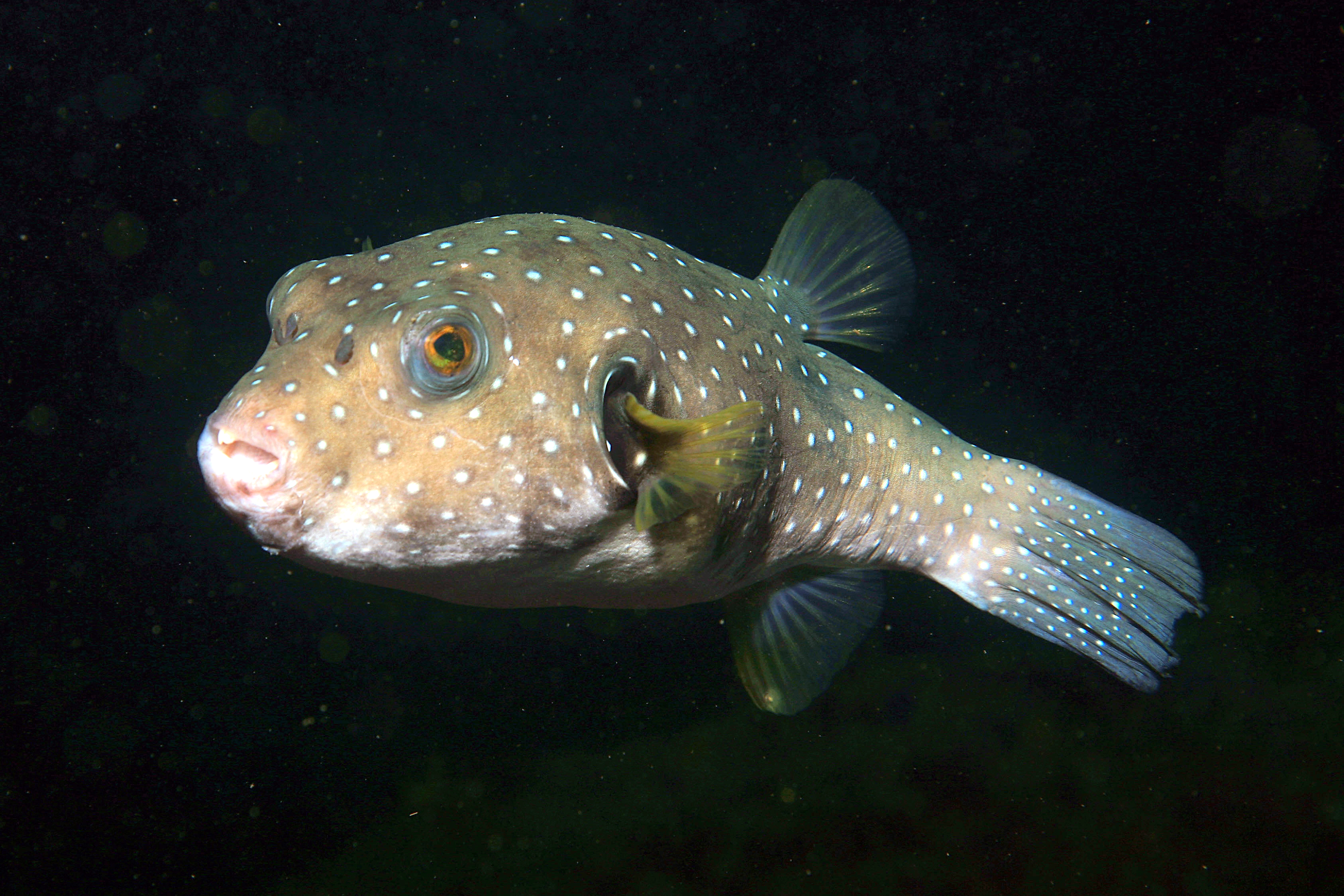
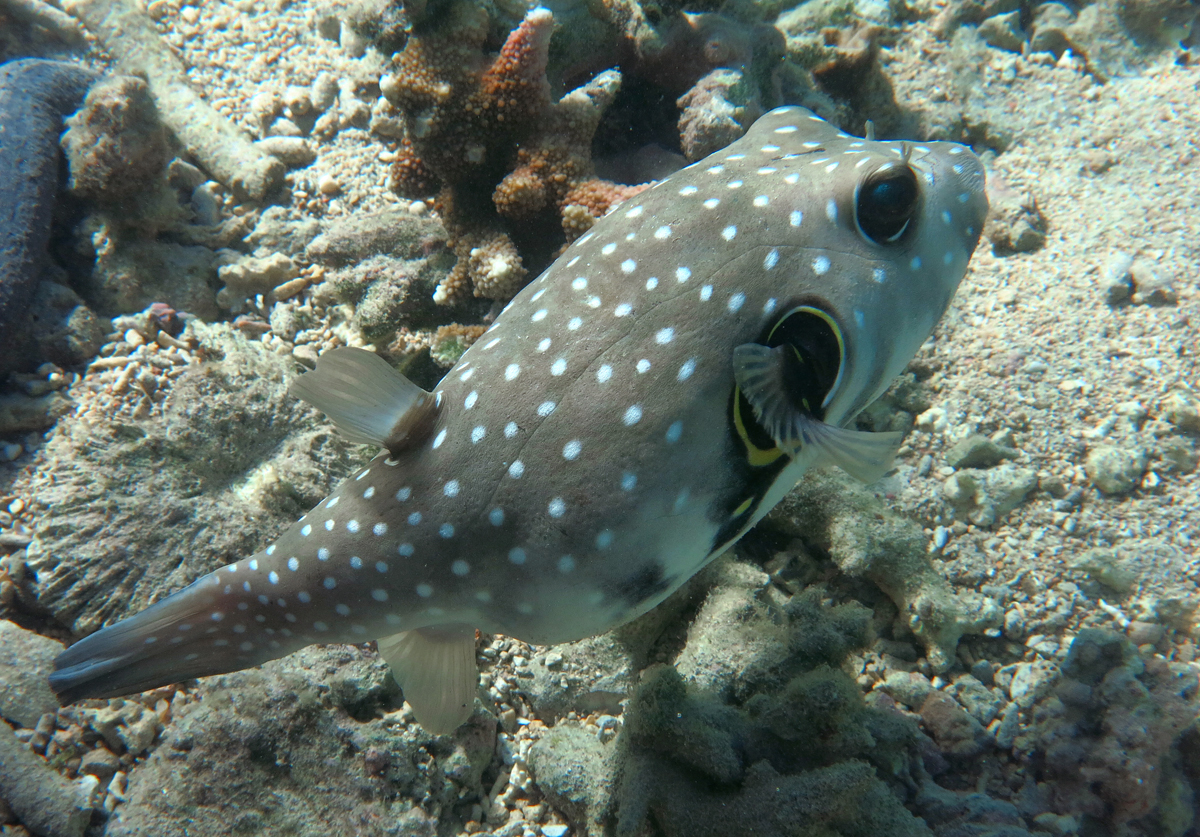
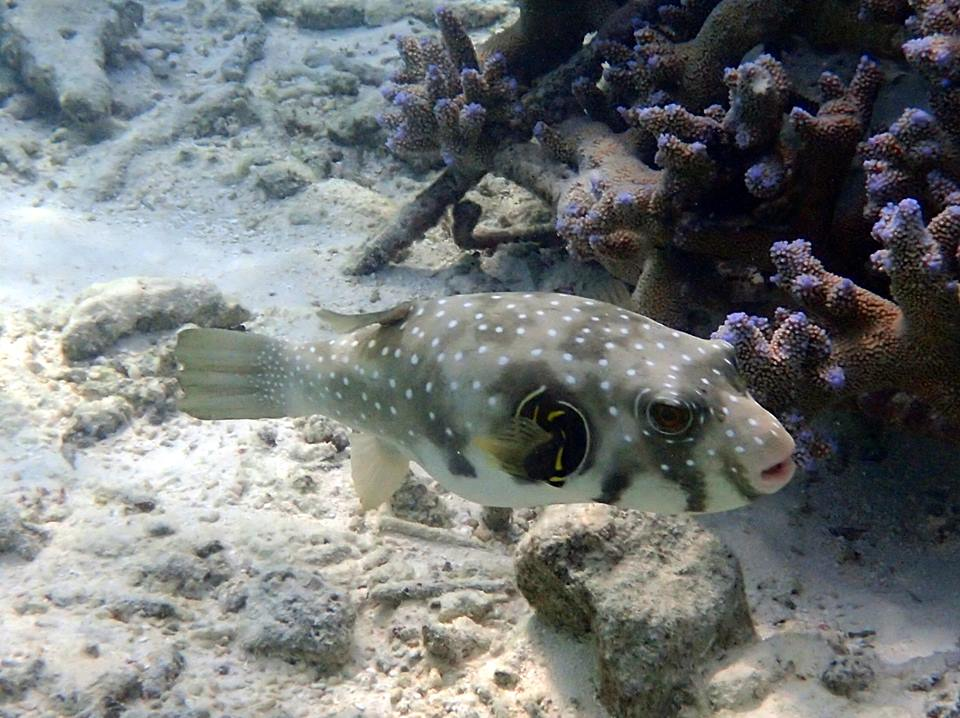
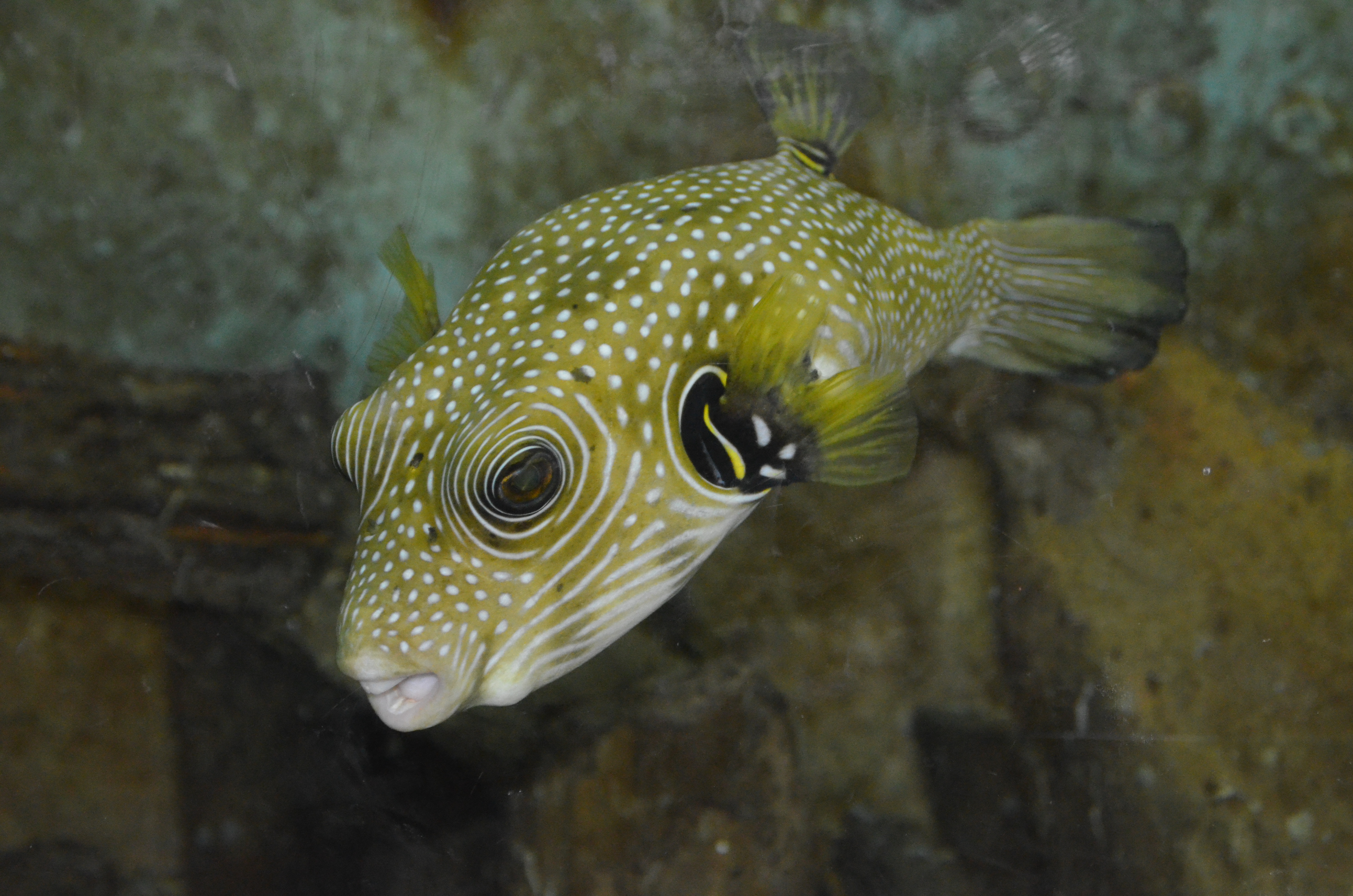